# تراسي داي
تراسي داي (بالإنجليزية: Tracey Dey)‏ هي مغنية أمريكية، ولدت في القرن العشرين في يونكيرس في الولايات المتحدة.

## روابط خارجية
- تراسي داي على موقع ميوزك برينز (الإنجليزية)
- تراسي داي على موقع أول ميوزيك (الإنجليزية)
- تراسي داي على موقع ديسكوغز (الإنجليزية)